# The Boy Kumasenu
Pour plus de détails, voir Fiche technique et Distribution.
The Boy Kumasenu est un film ghanéen, sorti en 1952.

## Fiche technique
- Titre français : The Boy Kumasenu
- Réalisation : Sean Graham
- Scénario : Sean Graham et John Wyllie
- Musique : Elisabeth Lutyens
- Pays d'origine : Ghana
- Format : Noir et blanc - 1,37:1 - Mono
- Genre : drame
- Date de sortie : 1952

## Nominations
- Le film est nommé dans la catégorie British Academy Film Award du meilleur film  lors de la 6e cérémonie des British Academy Film Awards.